# Иново (озеро)
И́ново (бел. І́нава) — озеро в Браславском районе Витебской области Белоруссии в бассейне реки Вята. Входит в состав Обстерновской группы озёр.
Озеро находится в 13 км к юго-востоку от Браслава. На берегах располагаются деревни Иново, Иново Малое и Поддубники.

## Описание
Местность холмистая, местами поросшая кустарником и редколесьем, вокруг расположены небольшие лесные массивы. Склоны котловины озера имеют высоту 3-5 м, а на севере достигают высоты 25-30 м и находятся под кустарником. На западе берега озера низкие, заболоченные. Мелководье Иново узкое и песчаное, глубоководная зона выстлана илом. Наибольшие глубины находятся в центре восточной части озера. Озеро зарастает слабо. Ширина прибрежной полосы надводной растительности составляет до 5 м, в отдельных местах — до 35 м. Из Иново на востоке вытекает ручей в озеро Укля.

## Фауна
В озере водятся щука, лещ, густера, плотва, красноперка, налим, окунь, линь, судак и другие виды рыб, а также раки. Производится промысловый лов рыбы, также организовано платное любительское рыболовство. Разрешена подводная охота.